# Приазовский (Ростовская область)
Приазо́вский — посёлок в Неклиновском районе Ростовской области.
Входит в состав Платовского сельского поселения.

## История
В 1987 году указом Президиума Верховного Совета РСФСР посёлку Таганрогского совхоза присвоено наименование Приазовский.

## Население
| 2010 |
| ---- |
| 718  |

## Улицы
| - ул. Лесная, - ул. Луговая, - ул. Мира, - ул. Молодёжная, | - ул. Морская, - ул. Полевая, - ул. Садовая, - ул. Урожайная, | - ул. Цветочная, - ул. Центральная, - ул. Школьная, - ул. Юбилейная. |